# Ubbemålasjön
Ubbemålasjön är en sjö i Emmaboda kommun i Småland och ingår i Lyckebyåns huvudavrinningsområde. Sjön har en area på 0,269 kvadratkilometer och ligger 127 meter över havet. Vid provfiske har abborre, braxen, gädda och mört fångats i sjön.

## Delavrinningsområde
Ubbemålasjön ingår i det delavrinningsområde (627930-148186) som SMHI kallar för Mynnar i Lyckebyån. Medelhöjden är 156 meter över havet och ytan är 74,46 kvadratkilometer. Det finns inga avrinningsområden uppströms utan avrinningsområdet är högsta punkten. Bjurbäcken som avvattnar avrinningsområdet har biflödesordning 2, vilket innebär att vattnet flödar genom totalt 2 vattendrag innan det når havet efter 66 kilometer. Avrinningsområdet består mestadels av skog (78 %). Avrinningsområdet har 0,43 kvadratkilometer vattenytor vilket ger det en sjöprocent på 0,6 %. Bebyggelsen i området täcker en yta av 4,67 kvadratkilometer eller 6 % av avrinningsområdet.